# Bischöfliches Konvikt zu Trier
Das Bischöfliche Konvikt zu Trier war ein katholisches Schüler-Internat in Trier, dessen Ursprünge in das Jahr 1806 zurückreichen und das seinen Betrieb an Ostern 1840 aufnahm und 150 Jahre lang bis 1990 bestand.

## Geschichte
Im Jahr 1806 gründete der Trierer Bischof Charles Mannay in einem Haus am Trierer Dom die Domschule, welche später als „Kleines Seminar“ bezeichnet wurde. Die Schule sollte Knaben aus bedürftigen Familien auf den Beruf des Priesters vorbereiten. Der Andrang an Schülern war so groß, dass bald ein privater Verein gegründet werden musste, um die nötigen Mittel einzuwerben. So konnte an Ostern 1840 das Convictorium für arme Jünglinge mit 16 Jungen seinen Schulbetrieb aufnehmen. Bereits 1841 hatte das Konvikt mindestens 88 Schüler. 1844 wurde durch den Koblenzer Regierungsbauinspektor Johann Claudius von Lassaulx für das Konvikt in der Windstraße 4 unmittelbar beim Dom ein dreigeschossiges Gebäude in gebändertem rotem und gelbem Sandstein errichtet, welches bis heute besteht.
In den Jahren 1966/67 wurde in der Dominikanerstraße 3 ein neues Internatsgebäude errichtet, in das 1992 die Katholische Fachschule für Sozialpädagogik einzog. Im Bistum Trier galt der Besuch des Bischöflichen Konvikts als Vorbereitung auf den Beruf des katholischen Priesters. Dieses Erziehungsziel verlor vor dem Hintergrund gesellschaftlicher Veränderungen (zunehmende Säkularisierung auch in einst gut katholischen Regionen) an Bedeutung. So ergriffen einige Absolventen als Laientheologen den Beruf des Pastoralreferenten. Weil der ursprüngliche Auftrag nicht mehr aufrechtzuerhalten war, wurde das Konvikt 1990 nach 150 Jahren seines Bestehens geschlossen.
Mit dem Konvikt verbunden war die Banthus-Stiftung, die ab 1841 sechs Schülern Wohnen, Kost, Schulgeld, Schulbücher sowie Unterricht in Gesang und Musik finanzierte. Als Gegenleistung mussten die Knaben an Sonn- und Feiertagen am Chorgesang im Dom teilnehmen.

## Direktoren und Subdirektoren
- 1840–1842: Wilhelm Arnoldi (1798–1864), ab 1842 Bischof von Trier.[9][10]
- 1844–1848: Pfr. Nikolaus Glesener (1802–1882), Kaplan in Saarlouis, 1835–1844 Pfarrer in Berus (Saar), ab 1848 Pfarrer und Dechant von Waxweiler (Eifel).[11]
- 1916–1922: Pfr. Peter Müller (1888–1961), Subdirektor.[12]
- 1924–1929: Matthias Wehr (1892–1967), Subdirektor, ab 1951 Bischof von Trier.[13]
- 1937–?: Josef Hansen (1903–1975), 1953 Domkapitular, 1954 Geistlicher Rat und Leiter der Schulabteilung des Bischöflichen Generalvikariats Trier.[14]
- 1968–1975: Josef Forse, zugleich Religionslehrer am Friedrich-Wilhelm-Gymnasium.[15]

## Schüler (Auswahl)
- Peter Müller (1888–1961) aus Karbach (Hunsrück), katholischer Priester, 1916–1922 Subdirektor des Konvikts und Rektor der Ursulinenschule in Trier, 1922–1961 Pfarrer in verschiedenen Gemeinden, ab 1947 Dechant des Dekanates Bassenheim.[16]
- Matthias Wehr (1892–1967), 1924–1929 Subdirektor des Konvikts, 1951–1966 Bischof von Trier.[17]
- Klaus Barbie (1913–1991) wohnte bis zu seinem Abitur am Trierer Friedrich-Wilhelm-Gymnasium 1934 im Bischöflichen Konvikt.[18]

## Weinberge
Dem Bischöflichen Konvikt gehören 37 ha Weinberge an Mosel (Piesport, Trier Avelsbach), Saar (Ayl) und Ruwer (Kasel, Trier-Eitelsbach), die seit 1966 von den Bischöflichen Weingütern Trier bewirtschaftet werden. Der Erlös dient der Förderung bedürftiger Schüler.
Zum Bischöflichen Konvikt gehört der Duisburger Hof zwischen Ruwer und Eitelsbach, der im 17. Jahrhundert von Erzbischof Philipp Christoph von Sötern erworben wurde, dessen Nachfolger Philipp Franz von Sötern ihn dem Domkapitel schenkte. In der Säkularisation kam der Duisburger Hof in Privatbesitz, zuletzt übergab ihn die Familie Endres 1866 an das Bischöfliche Konvikt. Er dient heute der Bewirtschaftung der Weinberge der Bischöflichen Weingüter an Ruwer und Mosel, der südliche Saalbau aus dem 14. Jahrhundert ist Außenstelle des Bistumsarchivs.

## Weitere Bischöfliche Internate im Bistum Trier
Nach dem Vorbild des Trierer Konviktes wurden von der Diözese weitere Internate gegründet:
- 1904–1983: Alumnat St. Michael in Boppard.[21]
- 1946–1983: Bischöfliches Internat Albertinum in der Feldstraße 5 in Gerolstein.[22][23][24]
- 1897–1999: Bischöfliches Gymnasium Kollegium Petrinum in Linz am Rhein. Nach Einstellung des Internatsbetriebes im Jahr 1999 wird das Gymnasium unter dem Namen Bischöfliches Gymnasium Petrinum weitergeführt.
- 1887–2000: Bischöfliches Konvikt in Prüm (Eifel), angegliedert an das Regino-Gymnasium.